# Glendora (Califórnia)
Glendora é uma cidade localizada no estado americano da Califórnia, no Condado de Los Angeles. Foi incorporada em 13 de novembro de 1911.
Glendora comemorou o seu centenário como uma cidade incorporada em 2011.

## Geografia
De acordo com o United States Census Bureau, a cidade tem uma área de 50,7 km², onde 50,2 km² estão cobertos por terra e 0,4 km² por água.

### Localidades na vizinhança
O diagrama seguinte representa as localidades num raio de 8 km ao redor de Glendora.

## Demografia
Segundo o censo nacional de 2010, a sua população é de 50 073 habitantes e sua densidade populacional é de 997,08 hab/km². Possui 17 778 residências, que resulta em uma densidade de 354 residências/km².